# Норлен, Андреас
Пер Улоф Андреас Норлен (швед. Per Olof Andreas Norlén; род. 6 мая 1973) — шведский юрист и политик. Член Умеренной коалиционной партии. Норлен получил диплом юриста в Стокгольмском университете и имеет докторскую степень в области коммерческого права Линчёпингского университета.
Впервые был избран членом Риксдага в 2006 году от лена Эстергётланд и сохранял свой мандат в течение следующих трех сроков.
24 сентября 2018 года Норлен был избран спикером Риксдага.
Его первым решением в новой должности стало назначение даты голосования по кандидатуре премьер-министра.

## Награды
- Орден князя Ярослава Мудрого II степени (31 марта 2025 года, Украина) — за весомый личный вклад в укрепление межгосударственного сотрудничества, поддержку государственного суверенитета и территориальной целостности Украины[5]